# From Now On...
From Now On… è un album in studio da solista del cantante e bassista britannico Glenn Hughes (Deep Purple, Black Sabbath, Trapeze), pubblicato nel 1994.

## Tracce
1. Pickin' Up the Pieces – 4:16
2. Lay My Body Down – 4:42
3. The Only One – 4:38
4. Why Don't You Stay – 4:24
5. Walkin' On The Water – 4:33
6. The Liar – 4:33
7. Into the Void – 6:23
8. You Were Always There – 4:47
9. If You Don't Want Me To (Allyson's Song) – 5:14
10. Devil in You – 4:00
11. Homeland – 4:42
12. From Now On... – 5:06